# 白志沂
白志沂（1911年—1949年8月23日），字玉清，山西省灵丘县道坡村人。1945年9月至1949年4月任太原市市长。

## 生平
太原一中、山西省立法政专门学校毕业。1939年3月4日阎锡山召开“秋林会议”后，白志沂回家乡任第十行政区督察专员公署专员兼保安司令。1939年9月带领保安部队千余人，在晋察冀边区东雁北抗日根据地与汉奸乔日成部联合进攻动委会察绥支队。1940年1月2月，八路军第一二〇师张宗逊三五八旅在浑源县二区基本消灭了白志沂部，白率领余部几十人逃到河曲县；1940年2月13日被八路军第一二〇师彭绍辉三五八旅（这是另外一个旅，不久改称独立第二旅）、警备六团在大捻墕、小捻墕围歼。白志沂只身逃往秋林镇的第二战区司令长官部。
1945年抗日战争胜利后，山西省政府迁回太原，白志沂任省政府委员兼太原市市长。1949年4月24日太原解放，白志沂被中国人民解放军太原市军事管制委员会逮捕。8月23日，中国人民解放军太原市军事管制委员会特别法庭判决杨贞吉、续如辑、薄毓相、白志沂等4人死刑，押赴刑场执行枪决。